# Didugua leona
Didugua leona är en fjärilsart som beskrevs av Druce 1898. Didugua leona ingår i släktet Didugua och familjen tandspinnare. Inga underarter finns listade i Catalogue of Life.